# Карашамб
Карашамб (арм. Քարաշամբ) — археологический памятник бронзового века, представляющий собой могильник триалетской культуры, расположенный возле одноимённого села Карашамб в Котайкской области Армении.

## Исследование
В ходе раскопок, начатых в комплексе бронзового века Карашамб, ученые обнаружили в четырех гробницах сотни декоративных пуговиц, кинжалов, орнаментированных стрел и драгоценных металлов. Руководитель Карашамбской экспедиции, директор Института археологии и этнографии НАН РА Павел Аветисян заявил, что по предварительным данным гробницы могут быть датированы XX—XVIII вв. до н. э.

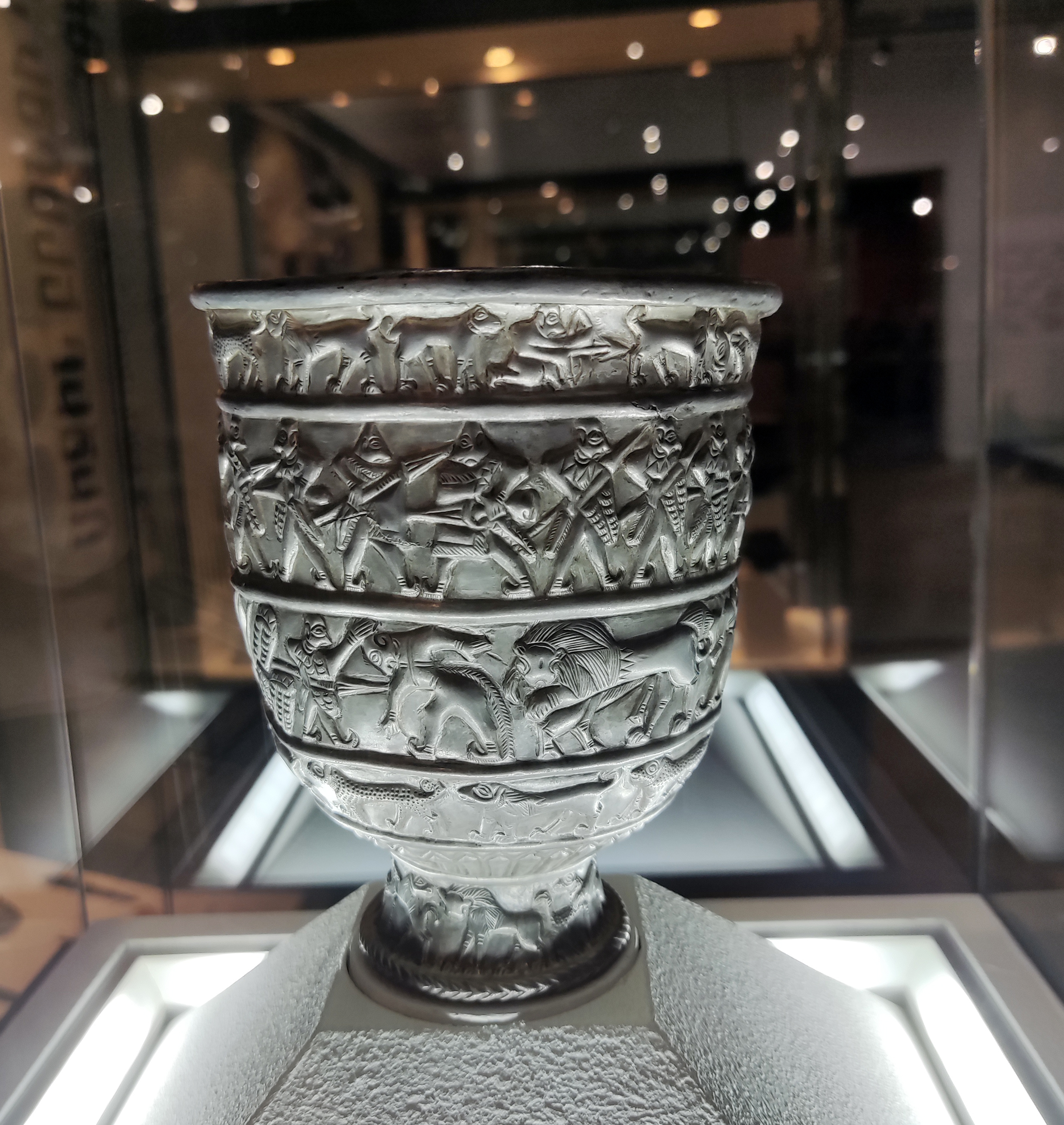
Кубок из Карашамба, датируемый XXII—XX веками до н. э., был обнаружен в селе Карашамб в Котайкской области Армении. Хранится в Историческом музее Армении под номером 2867-1.

Был обнаружен царский склеп, где находился серебряная чаша, ныне представленная в Национальном музее.
В ходе археологических работ, которые возобновились с 2009 года, сотрудники Института археологии и этнографии обнаружили здесь большой могильник с 776 объектами захоронения.

## Палеогенетика
| Период | Дата (BCE) | Гаплогруппы Y-ДНК               | Гаплогруппы мтДНК                                                     |
| ------ | ---------- | ------------------------------- | --------------------------------------------------------------------- |
| LBA-2  | 1420–1250  | I2, I2a2b, R1b1a1b1b            | H4, I1c1a, K1a12a, K1a23, T1a, U1a1a1a, U3b3, U5b2a1a+16311, X2f      |
| LBA-3  | 1250–1100  | I2, I2a2b, R1b1a1b1b, T1a1a1b2b | H2, H13a2b, HV, I1, I6, J1b1b1, J1d6, K1a, R1a1a, T2c1a, T2i1, U3b2a1 |
| EIA-1  | 1150–1000  | I2, J2a1a1a2, R1b1a1b1b         | N1b1a2, U2e1h, W3a1a1, W6                                             |